# Robert Anderson (general)
Robert Anderson, född den 14 juni 1805, död den 26 oktober 1871, var en amerikansk general i nordstatsarmén.
Anderson deltog i mexikanska kriget samt var 1860 major och befälhavare för unionstrupperna i Charlestons hamn. I december samma år lyckades Anderson överföra sina trupper från Fort Moultrie till det på en ö belägna Fort Sumter och utstod där med mycken tapperhet en belägring, tills han av brist på ammunition måste kapitulera (13 april 1861) för de konfedererades stridskrafter. Fort Sumters fall blev signalen till inbördeskrigets början. Anderson blev till lön för sin tapperhet av Lincoln utnämnd till brigadgeneral, men drog sig av hälsoskäl redan 1863 tillbaka ur aktiv tjänst.